# Kinizsi-vár
A Kinizsi-vár vagy Nagyvázsonyi vár (castrum Wasonkew, vagyis Vázsonykő vára) a magyar középkor egyik nevezetes erőssége. A Nyugat-Dunántúlon, a Veszprém vármegyei Nagyvázsony községben található, nem messze a Veszprém-Tapolca úttól, a Vázsonyi-medencében. Az Eger-patak (Vázsonyi-Séd) partján felépült vár építése ahhoz az eseményhez kötődik, mikor az 1390-es évek közepén Anjou Mária királynő étekfogómestere Vezsenyi László úgy döntött, hogy felhagy Zádor-vár építésével és új székhelyéül Vázsonyt választja.

## Fekvése
Maga a vár egy, a Pulától már Eger pataknak nevezett Nagyvázsonynál eredő Vázsonyi-Séd (patak) forrásához közeli dombra épült, mely a mai Kinizsi utcából nyíló Vár utcán lefelé haladva közelíthető meg. A vár építői jól használták ki azt, hogy északról a malomgátakkal felduzzasztott Séd vize és a várfalak meggátolták a torony megközelítését, ezért is képezték ki a lakótorony északi oldalát főhomlokzattá, amelybe nagyméretű ablaknyílásokat helyeztek. Elhelyezkedését tekintve, bár katonai szemszögből előnytelen, ám két fontos útvonal ellenőrzésére is alkalmas helyen emelkedik, lévén elsősorban középnemesi rezidencia volt inkább, mint erős védőművekkel rendelkező épület.

## Név eredete
Az erősség nevét és igazi hírnevét a magyar történelem egyik legismertebb és legnevezetesebb 15-16. századi hősétől, Kinizsi Páltól nyerte, ám maga a Vázsony név a magyar Vázsony nemzetségtől ered.

## A vár története
A Balaton-felvidék kisebb-nagyobb lankái között található Nagyvázsony községe, melynek egyik domboldalában tör az égbolt felé a középkori vár lakótornya. Építtetője a környéket uraló Vezsenyi nemesi família, azon belül is Vezsenyi László volt, aki a Zádor-vár perben való elvesztése után, a 15. század első felében emeltette a várat. Bár már 1384-ben megkapta a várépítési engedélyt Mária királynétól, amelyet két évvel később már oklevelek is említenek. Ekkor készülhetett el a 25 m magas lakótorony a hozzátartozó kisebb épületekkel és az udvart körülvevő fallal.
Miután 1472-ben férfiágon kihalt a család, Hunyadi Mátyás király a hadjárataiban tanúsított vitézségéért Kinizsinek adományozta. Ekkoriban alakították ki a négy kisebb toronnyal a külső négyszögletes falat, amelynek belső udvarát emeletes palotaszárnnyal bővítették, sarkában várkápolnával, míg a bejárata (kaputorony) elé az ágyúk elhelyezésére alkalmas kapuvédőművet (barbakánt) emeltek, majd még mély sáncárokkal vették körül a védelem erősítése érdekében. 1490-ben Habsburg Miksa trónkövetelő zsoldosserege megszállta a várat, és csak a következő esztendőben, ellenük hadjáratot vezető Kinizsi tudta fegyvereseivel visszafoglalni. Mivel Kinizsi Pál főnemes általában az ország veszélyeztetett vidékeit védelmezte seregével, vázsonyi rezidenciáját a felesége, Magyar Benigna úrnő lakta, Kinizsi halála után (1494) rövidesen újra férjhez ment. Mivel második ura, Horváth Márk a lóról leesve a nyakát törte, harmadszor is igent mondott. Férje, Kereky Gergely azonban erőszakos, durva ember hírében állott, így Benigna úrnő sokat szenvedett tőle, végül 1519-ben megelégelte férje viselkedését és bizalmas híveivel megölette, majd holttestét a vázsonyi várárokba dobatta. A gyilkosság azonban kiderült és a királyi bíróság csak Kinizsi érdemeire való tekintettel nem ítélte el, végül örökös száműzetéssel büntették, amit a távoli felvidéki Zsolnalitva várában kellett eltöltenie. 1526-ban János király Bodó Ferencnek adományozta, majd a 16. század második harmadától a már elhunyt Magyar Benigna második férjének rokonsága, a Horváth nemesi família szerezte meg a várat, akik megvastagíttatták falait, ennek érdekében felrobbantva a közeli pálos kolostort, hogy onnan nyerjenek építőkövet és hogy a törökök nehogy megszerezzék és erődítménnyé alakíthassák azt. A 16. század közepétől a magyar végvárrendszer része, bár katonai szempontból nem tartozott a jelentősebb erősségek közé, inkább csak megfigyelő szolgálatra használták, a közelében elhelyezkedő város rendszeres adót fizetett a törököknek. 1594-ben őrsége elhagyta Veszprém elfoglalását követően, majd a törökök el is foglalták, ám nem sokáig, a magyarok hamarosan vissza is foglalták
A zicsi és ekkortól vázsonykői Zichy főnemesi család 1649-ben szerezte meg a váruradalmat, és hajdúkat telepített ide. Az utolsó katonai jellegű összecsapást a Rákóczi-szabadságharc idején vívták falai előtt, hol a kurucok, hol a labancok kezén volt, ám csak másodlagos szereppel. Egy ideig Esterházy Antal főgenerális főhadiszállása is volt. Végül 1709-ben végleg a labancok birtokába kerül, katonai jelentősége ezután már fokozatosan csökkent; az uradalom börtönéül használták lassan pusztuló épületeit, 1848-ig. 1756-ban uradalmi pálinkaégetőt alakítanak ki itt. 1727-ben Zichy Imre újraszenteli várkápolnáját, mely az egyetlen katolikus templom volt a községben ez idő tájt. 1762-ben a Zichyek felépíttették a patak túl partján új kastélyukat, így teljesen elvesztette jelentőségét. Egyedül a lakótoronyban laktak még kiöregedett cselédek. A 18. század végére már csak lakótornyát találták jó állapotban, amelyet a Zichy család 1776-os összeírásából tudunk, ám nem sokkal ezután földrengés, majd 1857-ben tűzvész tett kárt a toronyban. Keleti homlokzata teljes hosszában megrepedt, ráadásul a tűzvészben tetőzete is odaveszett, amelyet később pótoltak Rómer Flóris szorgalmazására. A századfordulón palotájának emeleti magas falcsonkja is ledőlt. Ilyen állapotban kezdődött meg 1954 és 1960 között történt meg a régészeti feltárása és megóvása. A Veszprém Megyei Tanács Idegenforgalmi Hivatala szervezésében, annak vezetője, Zákonyi Ferenc, valamint Vajkai Aurél muzeológus irányításával kezdődtek meg a várban a munkák. 2005-ben újabb feltárásokat végeztek. 2013-ban a lakótorony veszélyes állapotára tekintettel az MNV és a KÖH engedélyt adott annak helyreállítására, ami meg is történt.
A várat jelenleg a nagyvázsonyi önkormányzati tulajdonú Nagyvázsonyi Kinizsi Kulturális és Szolgáltató Közhasznú Nonprofit Kft. üzemelteti, melynek vezetője a mindenkori várnagy. 2013 óta folyamatosan fejlődnek a különböző kisebb-nagyobb programok, amelyek közül kiemelkedik az országos hírű Csirke-Csülök fesztivál, Kinizsi Napok, és a Krumpli fesztivál.

### A vár felújítása a Nemzeti Várprogram keretében
A várat 2017-től kezdődően a Nemzeti Várprogram keretében felújították. A megújult és épületrészek részleges visszaépítésével kiegészített várat 2022. április 15-én nyitották meg. A projekt megvalósítását a NÖF Nemzeti Örökségvédelmi Fejlesztési Nonprofit kft. végezte.
A vár "A nagyvázsonyi vár turisztikai célú fejlesztése" projekt keretében 1 600 millió forint európai uniós (GINOP-7.1.1-15-2017-00031) forrásból újul meg.
A fejlesztés célja:
- a vár történeti tereinek részleges rekonstrukciója és a korabeli életet bemutató kiállítási tartalom fejlesztése,
- a várat, vár urát és úrnőjét övező legendák bemutatása,
- turisztikai szolgáltatások bővítése, egyedi turisztikai élményelemek kialakítása a nagyvázsonyi Kinizsi-várban.

A projekt célja Nagyvázsony emblematikus épületének, a Kinizsi-várnak a rehabilitációja, a nyújtott turisztikai szolgáltatások körének bővítése, 21. századi igényeknek és trendeknek megfelelő, komplex szolgáltatást nyújtó turisztikai attrakció kialakítása, mely a látogatók számára a kulturált pihenést, ismeretszerzést és a szabadidő minőségi eltöltését szolgálja. A turisztikai fejlesztés fő célja, egy a mai kor igényeinek megfelelő kiállítás kialakítása.
A megújított Kinizsi Vár 2023. március 16-án nyitotta meg kapuit 2800 új ill megújult belső térrel, kiállító térrel, temperált élmény- és kiállítóterekkel, moziteremmel, díszteremmel, érintőképernyős és hagyományos kiállítási élményelemekkel, enteriőrökkel, teraszokkal és vizesblokkal, valamint a vár mellett ajándékbolt/kávézóval, mozgásukban korlátozott látogatók számára érintőképernyős tárlatvezető térrel, vizesblokkal, kiszolgáló helyiségekkel

## Képek (felújítás előtti állapotról)

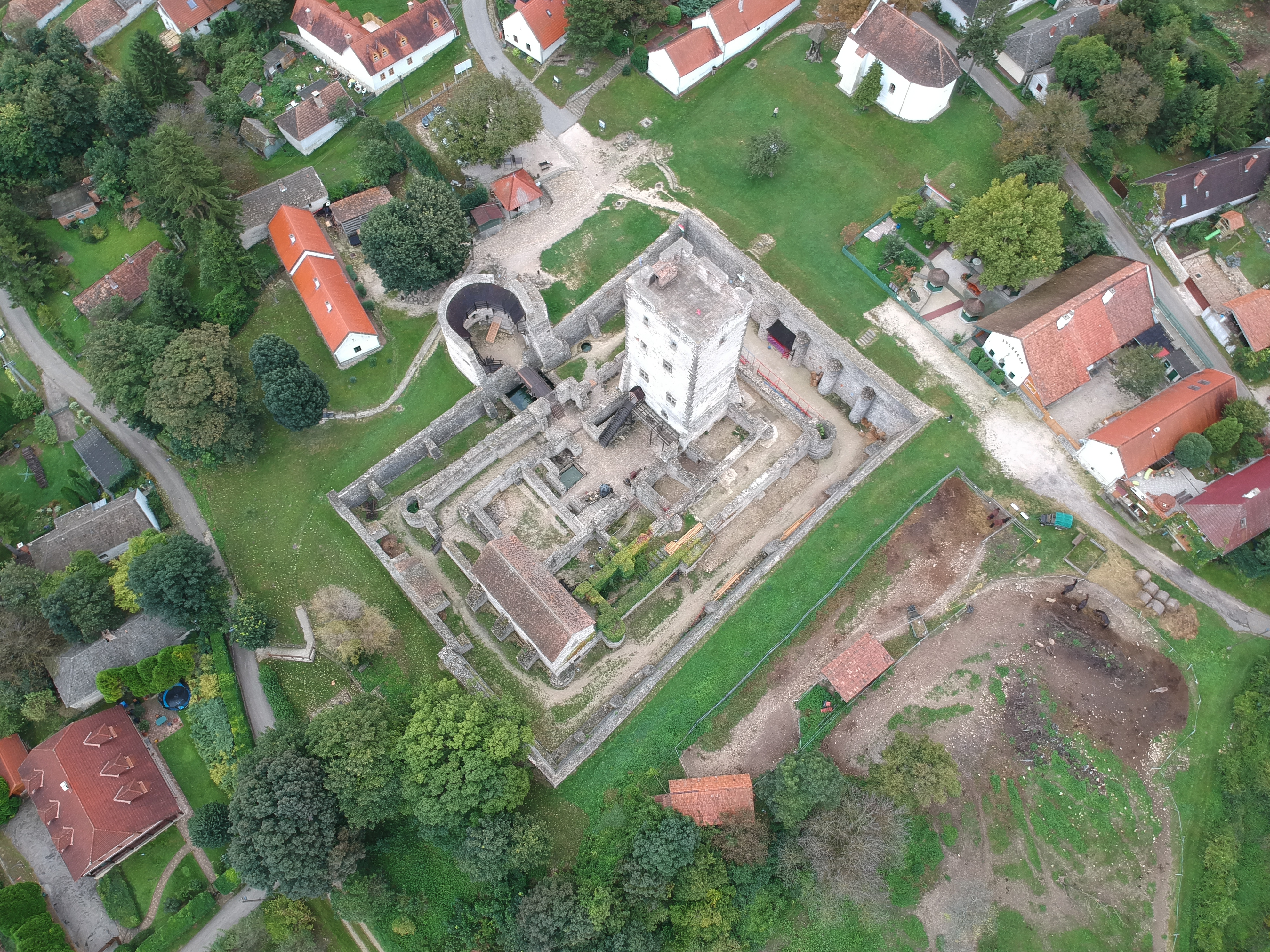
A Kinizsi vár Nagyvázsonyban drónfelvételen
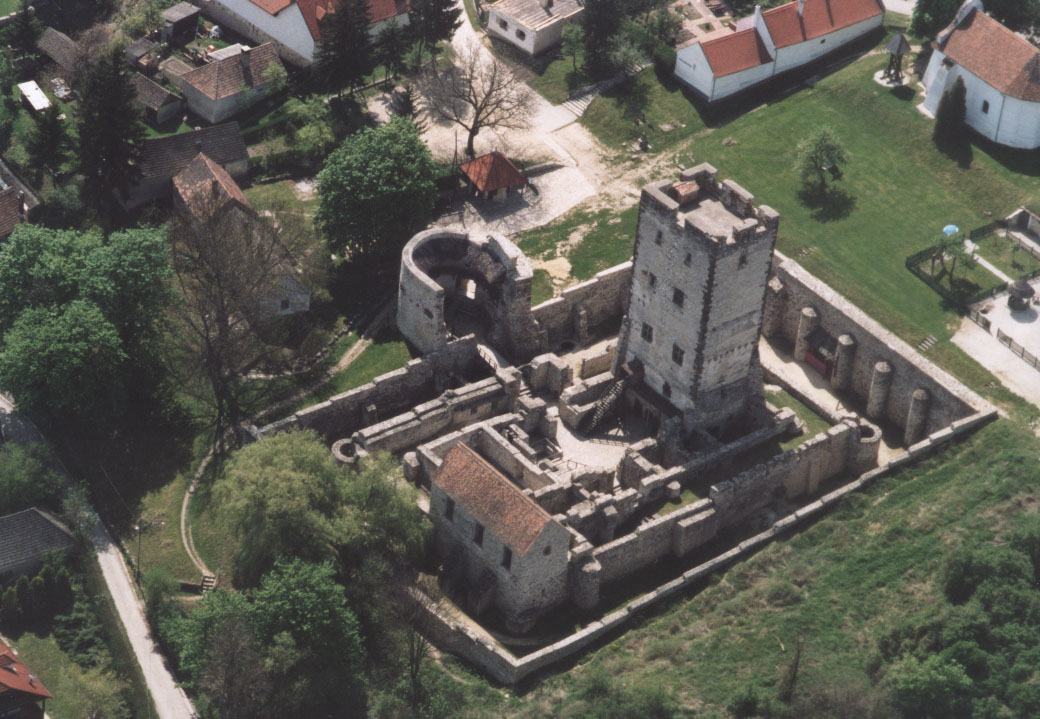
Légifelvétel a várról
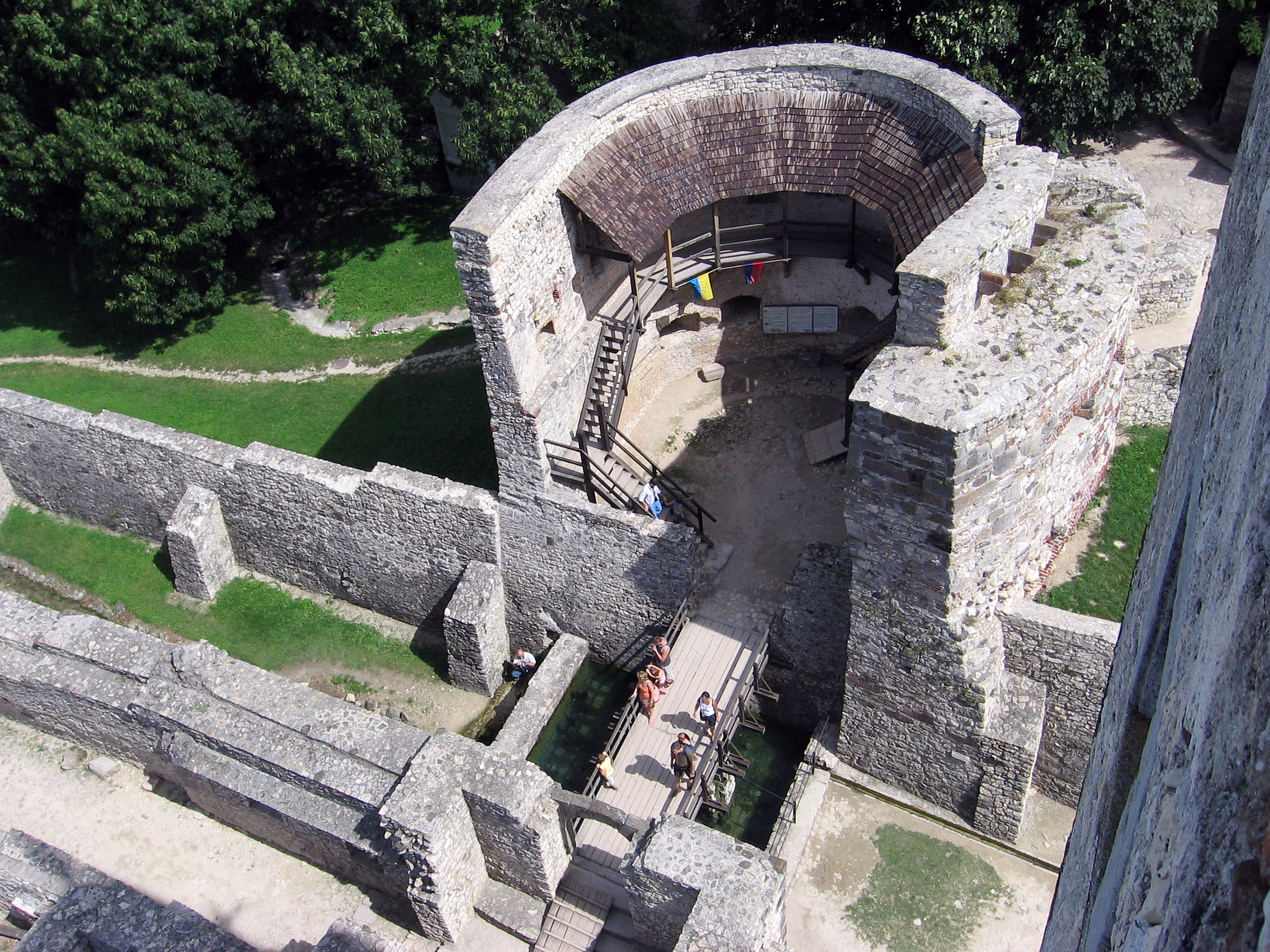
A patkó alakú barbakán, amely feltehetően 1491 körül épült (10085. számú műemlék)
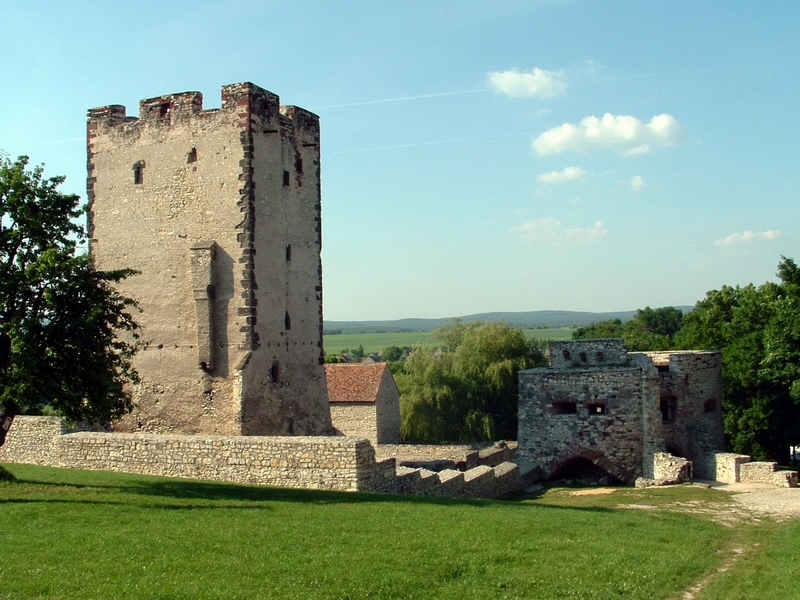
A vár falai és az öregtorony
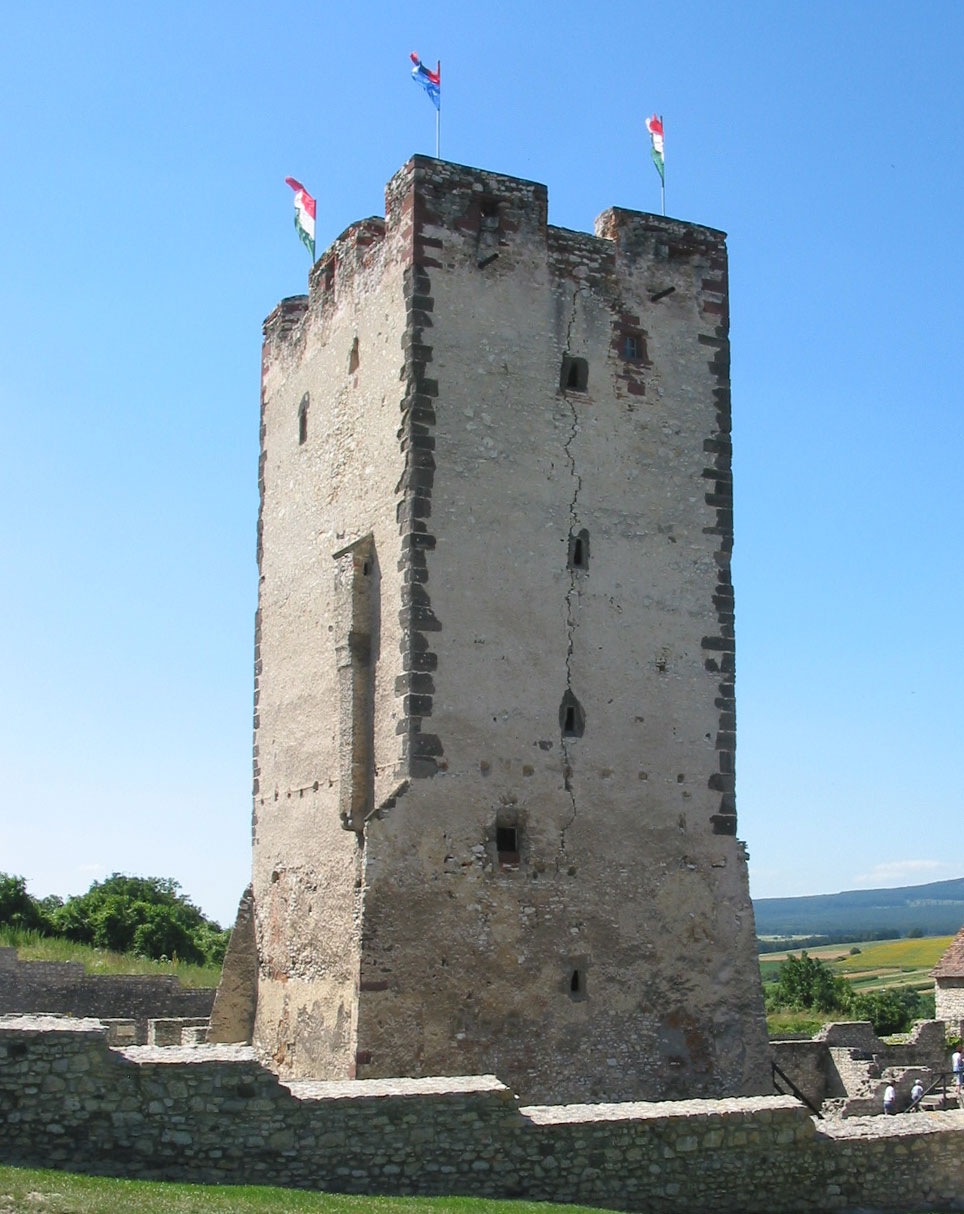
A lakótoronyot is többször is átépítették a 16-17. században, amely jelenleg múzeum
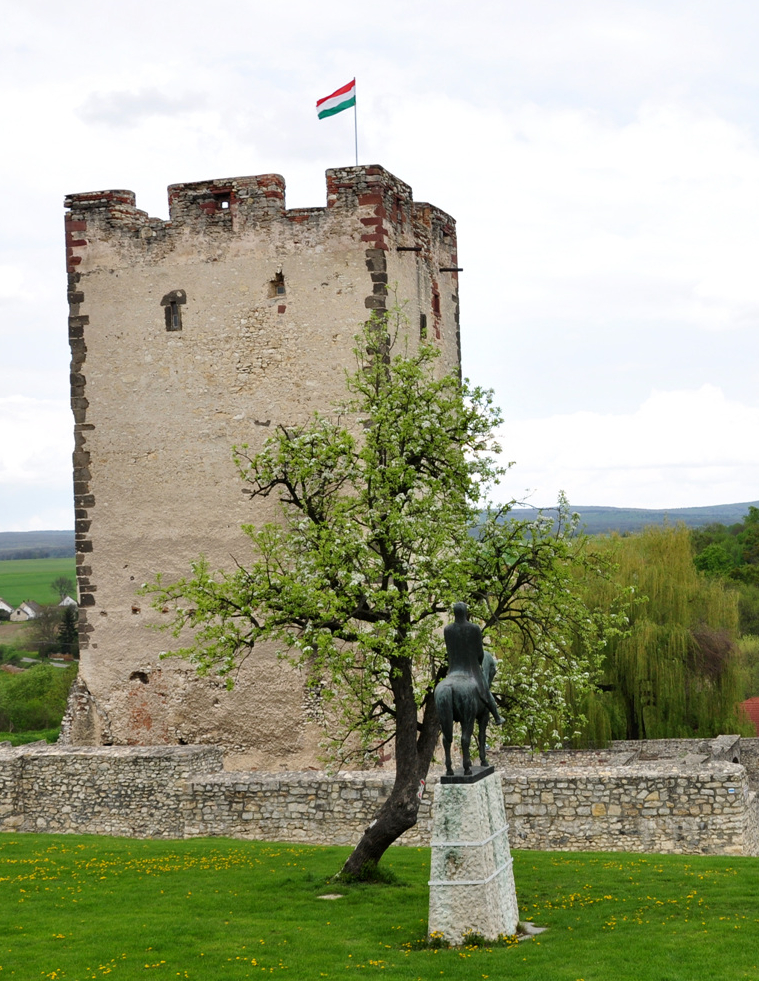
A lakótorony, előtérben Szabó Iván szobrászművész 1964-ben Kinizsiről mintázott lovasszobra